# Sagola
Sagola è il termine marinaresco per indicare genericamente una cima (corda) sottile, di diametro indicativamente compreso tra i 1,5 e i 5 mm, realizzata di solito in fibra sintetica come poliestere, nylon o kevlar. 
È utilizzata in tutte quelle situazioni dove non è richiesta una cima di maggiori dimensioni come ad esempio scandagli, bandiere, fissaggio di attrezzature. Può essere usata in nautica anche come cordino per una boa segna sub o come filo di Arianna e in questi casi si accompagna sempre con un avvolgisagola o un rocchetto.